# 마카오 토생 포인
마카오 토생 포인(Macao土生葡人, 광둥어: 土生葡人, 월병: tou2-saang1 pou4-jan4 토우상포우얀[*]) 또는 마카엔스(포르투갈어: macaense)는 16세기부터 중국계와 포르투갈계 조상으로 이루어진 마카오의 민족이다.  마카오에서 포르투갈인과 중국인이 혼혈되고 말레이인, 일본인, 싱할리인, 인도인 등도 섞여 이루어진 민족이다.

## 역사

### 포르투갈 식민지 시절
마카오의 유럽-아시아계 혼혈 주민들은 토생 포인이라고 부른다. 비록 토생 포인들은 대체로 포르투갈 문화의 영향을 계속 받았지만 중국의 문화적인 요소들이 그들 사이에 강하게 존재했다. 토생 포인들은 중국어를 모르며 식민지 정권을 유지했던 극소수로 이루어진 포르투갈계 주민과 포르투갈어를 모르며 대다수로 이루어진 중국계 주민들의 매개체 역할을 수행했다. 남성으로 이루어졌던 포르투갈 군인들이 마카오에 주둔했으며 퇴역한 많은 군인들은 마카오에 눌러사는 경우가 많았다. 그래서 토생 포인들의 남성 조상들은 대체로 포르투갈인 남자들이었다.
초기에 포르투갈 남성들은 고아인, 스리랑카의 싱할라인, 인도차이나, 믈라카의 말레이와 일본인 여성들과 결혼했다. 그 결과로 그 때 당시 중국계 여성들과 포르투갈인 남성들은 아주 드물게 결혼했다. 이들 여성 중에 노예들이 다수였다. 거의 남성들이었던 동아시아에 활동했던 포르투갈인들은 일본에서 소녀들을 사는 경우가 있었다. 그 결과로 아프리카, 일본, 그리고 임진왜란 때 포로로 잡혔던 천주교계 조선인 노예들이 마카오로 들어왔다. 1555년 이후로 티모르, 아프리카, 믈라카와 인도에서 온 여성 노예들이 마카오로 들어왔다. 그 예로 제1대 폼발 후작이 티모르계 여성들이 마카오로 들여오는 것을 허용했다. 중국계 거주민들은 비록 포르투갈 출신의 조상이 없어도 단순히 천주교로 개종해서 비천주교계 중국인들로부터 차별을 받았던 결과로 마카엔스의 정체성을 수용했다. 그래서 이 시대의 포르투갈인과 중국인 사이의 결혼했던 대부분의 경우는 포르투갈계 남자와 중국 사회가 하층민으로 여겼으며 유럽계 정착민과 선원들을 일반적으로 접했던 단가(蜑家)(중국 동남 연안 일대 수상 생활을 하는 빈민들, 명칭은 근대 이전에도 있었으며 단민蜑民이나 단호蜑戶 등으로도 불림) 출신 중국인 여자 또는 일반 하층민 출신 중국계 여성들이었다.

## 인물
- 알렉산더 (가수)
- 조 주니어
- 이사벨라 롱

## 관련 민족 및 인종
- 크리스탕인
- 유라시안

## 같이 보기
- 마카오 토생 포요리

## 참고 자료
1. ↑  고아인들은 현재 인도의 고아주에서 온 사람들이며 이 지역은 1510년부터 1961년까지 포르투갈의 지배를 받았다.